# Hüfigletscher
Hüfigletscher lub Hüfifirn – lodowiec o długości 7 km (2005), położony w Alpach Glarneńskich, w kantonie Uri. W 1973 roku miał powierzchnię 13,64 km².